# Entidade Reguladora dos Serviços de Águas e Resíduos
A Entidade Reguladora dos Serviços de Águas e Resíduos, ou ERSAR, é a entidade reguladora dos serviços de abastecimento público de água, saneamento de águas residuais urbanas e gestão de resíduos urbanos em Portugal.

## História
A criação da entidade reguladora dá-se em 1997 (Decreto-Lei n.º 230/97, de 30 de Agosto), então com a designação de Instituto Regulador de Águas e Resíduos (IRAR). Podem identificar-se essencialmente quatro períodos distintos na evolução da atividade regulatória neste setor:
- Nos quatro primeiros anos (2000-2003), a entidade reguladora de serviços de águas e resíduos exerceu as funções para um número crescente de entidades concessionárias, atingindo cerca de meia centena. O estatuto do IRAR foi aprovado Decreto-Lei n.º 362/98, de 18 de Novembro.

- Nos cinco anos seguintes (2004-2009), para além da regulação dessa meia centena de entidades, a entidade reguladora assumiu as responsabilidades de autoridade competente para a qualidade da água para consumo humano para mais de quatrocentas entidades gestoras (alterações introduzidas pelo Decreto-Lei n.º 151/2002, de 23 de Maio).

- Deste 2009 a entidade reguladora reforçou os poderes e alargou as atribuições de regulação dos serviços de águas e resíduos a todo o universo de perto de quinhentas entidades gestoras, mantendo as responsabilidades de autoridade competente para a qualidade da água (através do Decreto-Lei n.º 277/2009, de 23 de Maio, que criou a Entidade Reguladora dos Serviços de Águas e Resíduos).
- Em 2014 a ERSAR tornou-se uma entidade administrativa independente com reforço da sua autonomia e poderes de autoridade, sancionatórios e regulamentares (Lei n.º 10/2014, de 6 de março, que aprovou os Estatutos da ERSAR).

## Missão
Atualmente, a ERSAR tem por missão a regulação dos setores dos serviços de abastecimento público de água, de saneamento de águas residuais urbanas e de gestão de resíduos urbanos, bem como as funções de autoridade competente para a coordenação e fiscalização do regime da qualidade da água para consumo humano. 
Assim, além da regulação estrutural do setor, focada na criação de organização, regras e instrumentos para o bom funcionamento do setor, a ERSAR prossegue atribuições de regulação das áreas económica, da qualidade do serviço, da interface com os utilizadores e de regulação legal e contratual, exercendo também as funções de autoridade competente para a qualidade da água para consumo humano junto de todas as entidades gestoras de abastecimento de água.
A atividade da ERSAR visa assegurar, por um lado, a garantia e o controlo da qualidade dos serviços públicos prestados e, por outro, a supervisão e o controlo dos preços praticados, promovendo a acessibilidade física e económica dos serviços de águas e resíduos. Visa ainda promover um efetivo direito público à informação sobre os setores e sobre cada uma das entidades gestoras.

## Informação ao cidadão
- App ERSAR - Os serviços de água e resíduos na palma da sua mão!
- Página no LinkedIn
- Qualidade da água para consumo humano de cada concelho de Portugal continental
- Encargo mensal dos consumidores com a prestação dos serviços de abastecimento de água, saneamento de águas residuais e gestão de resíduos urbanos, por município de Portugal continental
- Infografia com explicação das faturas dos serviços de águas e resíduos
- Perguntas frequentes